# Теорема Томаса
Теоре́ма То́маса — утверждение в социологии о том, что в человеческом поведении последствия определяются не реальностью, а мнением человека о ней («самоисполняющееся пророчество»). Томасы (У. А. Томас и Д. Томас) в 1928 году сформулировали свой тезис как:

Если ситуации определяются людьми как реальные, они реальны по своим последствиям.
Оригинальный текст (англ.)If men define situations as real, they are real in their consequences.
— Уильям Айзек и Дороти Томасы

Принцип действия теоремы Томаса лучше всего объясняет пример с банковскими вкладами. 
Представьте себе банк, имеющий определенные активы и достаточно прочно стоящий на ногах. Кто-то пускает слух, что дела у банка идут неважно и он вот-вот разорится. Это утверждение не соответствует реальности. Но если люди поверят в этот слух и начнут в срочном порядке массово изымать свои вклады, банку, действительно, очень скоро придет конец. Таким образом, у ситуации, изначально ложной, но воспринятой вкладчиками как реальная, оказываются вполне ощутимые последствия. Люди поверили в ложь и повели себя соответственно, превратив исходно ложное высказывание в пророчество.

## История
По мнению Р. К. Мертона (который и придумал термин «Теорема Томаса» в 1942 году), идея восходит уже к Гоббсу, который сказал, что пророчества часто были причиной событий. Мертон указывает также на роль работ Боссюэ, Мандевиля, К. Маркса, З. Фрейда и У. Самнера. Мертон указывает также на древнегреческого Эпиктета, который в начале II века сказал, что «человека беспокоят и тревожат не действия, а мнения и игра воображения о действиях». Политолог А. Кива прослеживает идею к Р. Дарендорфу, а Д. С. Хаустов указывает на «Эдипов эффект» у К. Поппера.
Мертон назвал утверждение Томасов «теоремой» (а не, скажем, «предложением»), чтобы подчеркнуть не аналогии с математическими теоремами, а свою уверенность в том, что это, «вероятно, наиболее важная фраза, когда-либо напечатанная любым американским социологом». По его мнению, формулировка Томасов (Мертон особо выделяет роль Дороти, хотя другие исследователи ему возражают) отличается от слов предшественников её успехом: альтернативные формулировки, включая данную коллегой У. Томаса Дж. Мидом («вещь, которую не считают правдой, не играет роли правды в обществе», 1936 год), были немедленно забыты, а принадлежавшая Томасам — подхвачена другими исследователями. Сам Мертон оказался важным фактором в популяризации теоремы: по подсчётам, сделанным в 1993 году, из 40 проанализированных учебников по социологии, которые цитировали теорему, лишь один ссылался напрямую на труд Томасов, все остальные использовали в качестве источника работу Мертона «Самоисполняющиеся пророчества» 1948 года.

## Анализ
По словам Р. Мертона, человек действует не только основываясь на объективной ситуации, но и на значении, придаваемой ситуации человеком.
По замечанию М. Соколова, «реальной ситуации» может и не быть вовсе, например, если А считает Б сыном, а Б считает А отцом, то их действия будут в значительной степени основаны на их оценке ситуации (даже если реальность иная). Впрочем, в том случае, когда А считает Б другом, а Б считает своим другом А, и они действуют на основе этого понимания, трудно говорить о том, какова «реальность» этой ситуации.